# Paragomphus sinaiticus
Paragomphus sinaiticus е вид водно конче от семейство Gomphidae. Видът е почти застрашен от изчезване.

## Разпространение
Разпространен е в Египет (Синайски полуостров), Иран, Нигер, Обединени арабски емирства, Оман, Саудитска Арабия, Северен Йемен и Судан.